# Владычень
Владыче́нь (с 1812 по 1934 год — Импуци́та) — село в Болградском районе Одесской области Украины.

## География
Владычень расположена в юго-западной части Одесской области. С восточной стороны село омывается пресноводным озером Ялпуг. Объём жилой площади села составляет 239 га. Общая площадь земель, входящих в село, составляет 4654 га.

## Происхождение названия
По преданию село Владычень было названо в честь двух мальчиков Владимира Бальчева, Владимира Карагеоргия, и девочки Валентины Кацарской, которые были крещены в местной церкви.

## История
Село основано в 1804 году. По другим данным основано в 1812 году болгарами из Македонии. В XVII веке на территории нынешней Владычени образовалась загрязнённая местность, располагающаяся между сёлами Котловина и Виноградовка. Молдавские жители, заселявшие в те времена эти местности, назвали эту местность условно «Ымпуцита», что в переводе с молдавского означает «вонючий». На протяжении этого времени территория современного села населялась предположительно выходцами из села Болжеларе Филипопольского уезда Болгарии (в то время регион входил в состав Македонии). С года основания до 1850 года село заселяли носители таких фамилий как Топал, Мавров, Милев, Нерчевский, Карапетров, Гогов, Каназирский, Кацарский, Дулгер, Плачков, Манойлов, Арнаут, Бакановский, Радов и др. С 1862 года из сёл Анадоль, Джурджулешть, Сатаноу, Карагач (ныне Кизиловка) и Болбока (ныне Котловина) в Импуциту переселились Ганчевы, Георгиевы, Хрисовы, Колевы, Кристевы, Сайтарлы, Бальчевы, Буховы, Димитриевы, Еговы, Карагеоргий, Катранжи, Кихай, Недевы, Ненчевы, Петковы, Райчевы, Терзи, Шоповы, Стоевы, Стояновы, Джамбас и другие.
В 1878 году при финансовой поддержке парафиян в селе была возведена Свято-Николаевская церковь. Строительство началось в 1871 году. Церковь была названа в честь Николая Чудотворца. В 1967 году церковь была разрушена атеистическим режимом, а остатки строительных материалов были расхищены. В 1913 году в селе произошли волнения малоземельных крестьян, недовольных работой землеустроительной комиссии. В 1918—1940 гг. жители села активно выступали против оккупации края буржуазно-помещичьей Румынией, принимали участие в Татарбунарском восстании 1924 года.
На территории села найдены остатки поселений эпохи меди (гумельницкая культура, IV тысячелетие до н. э.), поздней бронзы (конец XX века до н. э.), скифского периода (VI—V вв. до н. э.), первых веков н. э., салтово-маяцкой культуры (VIII в. н. э.) и периода Киевской Руси (X—XI века).

## Население и национальный состав
По данным переписи населения Украины 2001 года распределение населения по родному языку было следующим (в % от общей численности населения):
По Владыченьскому сельскому совету: украинский — 4,75 %; русский — 11,88 %; белорусский — 0,08 %; болгарский — 74,43 %; армянский — 0,08 %; гагаузский — 5,30 %; молдавский — 3,17 %; румынский — 0,08 %.

## Экономика и инфраструктура
В селе работал колхоз «Прогресс», основанный в феврале 1945 года. За колхозом было закреплено 3,9 тыс. га сельскохозяйственных угодий, в том числе 3,2 тыс. га пахотной земли. Хозяйство зернового и мясо-молочного направления с развитыми виноградарством и овощеводством. После распада СССР колхоз официально был распущен и преобразован в кооперативное сельскохозяйственное предприятие (КСП) «Владычень». В 2000 году предприятие было преобразовано в сельскохозяйственный производственный кооператив (СПК) «Владычень». В 2015 году после ряда процессуальных решений против деятельности председателя кооператива предпринимателями был образован СВК «Прогресс Владычень».
Действует средняя школа, основанная в 1973 году, в которой обучаются 240 учеников, работают 18 учителей. Имеются дом культуры со зрительным залом на 400 мест, построенный в 1961 году, две библиотеки с книжным фондом 17,5 тыс. экземпляров, фельдшерско-акушерский пункт, детский сад, шесть магазинов, быткомбинат, отделение связи, сберегательная касса. В двух партийных организациях, основанных в 1948 году, числятся 53 коммуниста, в трёх комсомольских, основанных в 1944 году — 119 членов ВЛКСМ.

## Экология и живность
К селу примыкают два хозяйственных сада и лесополоса. Среди животных обитают лисы, крымские ящерицы, суслики, полевые мыши и т. д.

## Румынская оккупация
В годы Великой Отечественной войны румыны оккупировали часть приграничной с Румынией территории СССР, в частности небольшую территорию юга Одесской области. Среди оккупированных сёл была Владычень. Румыны установили здесь свои порядки. В школах преподавались предметы на румынском языке. Тех учащихся, которым не давался румынский язык, румынские учителя наказывали битьём линейкой по ладоням. Весной 1944 года, незадолго до прихода Красной Армии, румыны покинули оккупированные территории.
Населённый пункт был освобождён от фашистов 27 августа 1944 года, а с ним была полностью освобождена Одесская область. В честь того события в 2004 году в селе был установлен памятник.

## Современный период
На сегодняшний день село Владычень является одним из главных промышленных объектов Болградского района. Недалеко от села посреди большого фруктового сада находится заброшенная угольная шахта. Население Владычени на 2007 год достигает 1177 чел. (505 мужчин и 672 женщины). Плотность населения — 0,526250 чел. на м². Всего в селе насчитываются 475 жилых домов. Сегодня во Владычени проживают преимущественно бессарабские болгары, а также гагаузы, молдаване, албанцы. Языки, на которых в основном общаются жители села — болгарский (местный диалект), русский, гагаузский (местный диалект) и молдавский.
В 2004 году губернатор Одесской области Сергей Гриневецкий распорядился выделить из областного бюджета 700 000 гривен (~$100 000) на подготовку села к празднованию 60-летия освобождения Одесской области от немецко-фашистских захватчиков 27 августа 1944 года. Владычень является последним населённым пунктом Одесской области, освобождённым от фашистов. На эти средства был сделан ремонт Дома культуры, школы, Сельского совета, акушерского пункта и библиотеки. Также 27 августа 2007 года в центре села напротив школы был построен обелиск в честь советских воинов-освободителей (скульптор А. Копьев). На том же месте был восстановлен фундамент Свято-Николаевской церкви, разрушенной в 1967 году, и поставлен большой православный крест.
1 марта 2001 года по распоряжению Одесской облгосадминистрации на месте бывшего книжного склада рядом со школой был зарегистрирован Свято-Никольский храм при Украинской православной церкви.

## Известные жители
- Димов, Олег Дмитриевич — заместитель мэра города Оренбург[10]
- Александр Телалим — известный болгарский художник-акварелист

## Фотогалерея

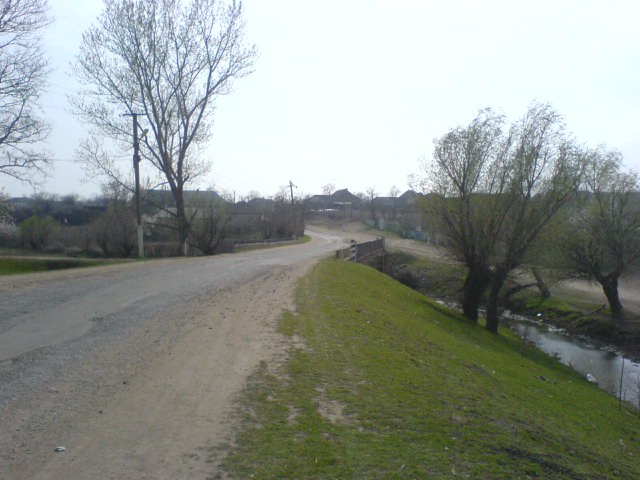
Центральная улица
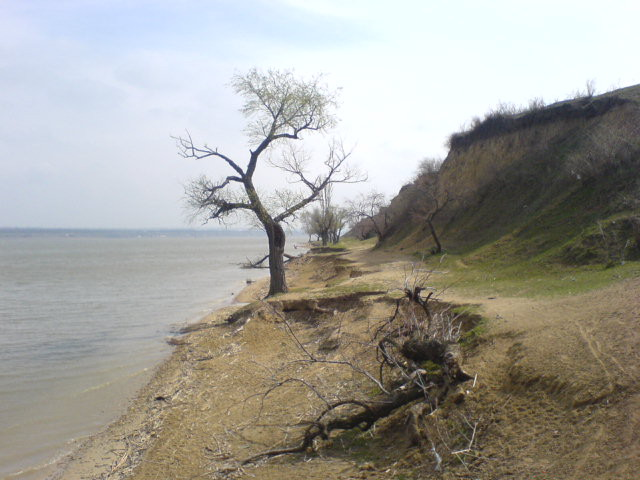
Пляж на озере
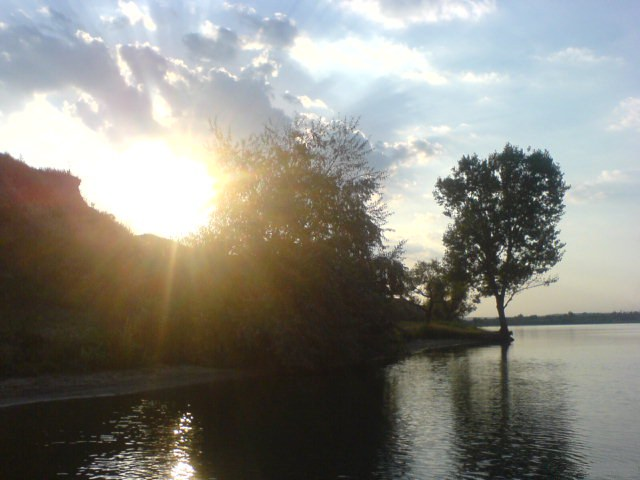
Побережье
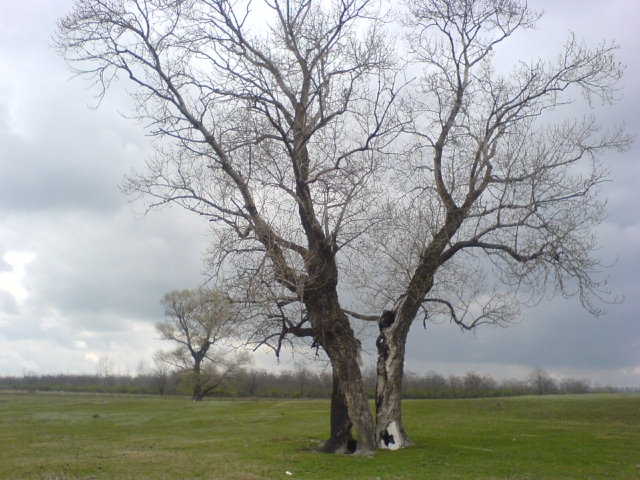
Опушка лесопосада
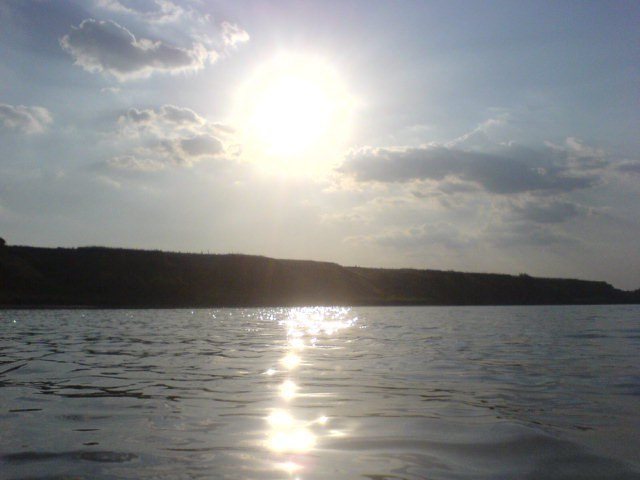
Побережье
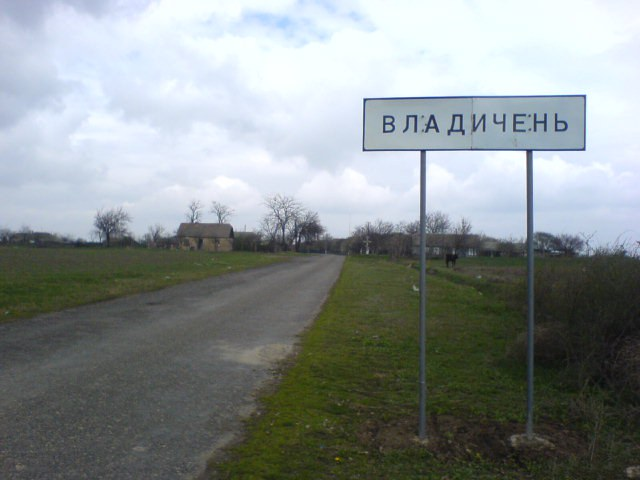
Въезд в село
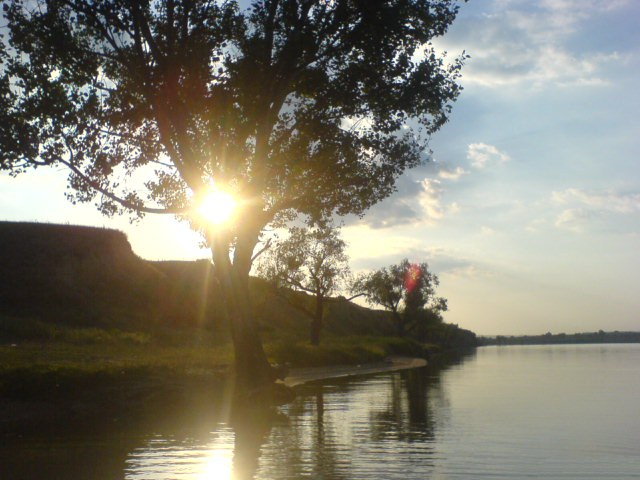
Побережье